# Битољ
Битољ (мкд. Битола), познат и као град конзула, је град у југозападном делу Северне Македоније, у региону Пелагонија. Град је окружен планинама Баба (врх Пелистер 2601 m) и Ниџе, на реци Драгор, у центру најпространије македонске котлине Пелагоније, на 13 km северно од границе са Грчком и на надморској висини од 615 m.
Битољ је административни, културни, економски, индустријски, образовни и научни центар. Такође је важна трговачко-путна веза између Јадранског и Егејског мора, као и једна од значајнијих путних веза Балкана са средњом Европом. Други је град дипломатије у Северној Македонији и има бројна дипломатска представништва страних земаља у Републици. Његова историја је богата и живописна и једна је од најстаријих у Европи, а за време Југославије био је један од културних центара како Краљевине Југославије тако и Федерације.

## Име
Грци овај град зову Битола (грч. Μπίτολα  — "Манастир" или ), Турци Манастир (отур. مناستر, тур. Manastır), а Албанци Манастири (алб. Manastiri).

### Генеза
Због своје дуге историје, током које је мењао царства и империје, Битољ је имао много имена. Словенски назив града Битола потиче од речи Обител која је у средњем веку коришћена за заједницу монаха, односно манастир.
Име је највероватније добио по томе што се првобитно словенско насеље развило око манастира Буково. Битољ су основали Срби као „прњавор тога манастира”. Блискост Грка (који су град назвали из истог разлога Монастир (грч.  [] — "Манастир")) условила је употребу грчке речи монастир, избацивши реч обител из употребе. Тако су Словени заборавивши своју реч, из Обител престали да изговарају глас О, па је управо то разлог што се град назива Битољ на српском, Битола на македонском, Битоля ([], чита се: /Битоља/) на бугарском. Битола је данашњи званичан македонски назив града, а и најстарији назив истог судећи по Битољској плочи на којој је град поменут под данашњим именом 1015. године, а и по многим војсковођама цара Самуила, као и путницима тога доба. Један арапски путник, Идриси, написао је у 12. веку:
Потребно је два дана путовања на исток, да би се из Ахрида (Охрид) дошло у Бутили (Битољ). Бутили је необичан и леп град.
 На албанском језику реч битоја значи — "голуб".
По записима Марка Цепенкова, град Битољ добио је своје име по великопоседнику Тољи, који је имао своје утврђење у близини данашњег битољског села Буково. Када је дошло време да Турци освоје и овај део Македоније становништво је, да би позвало на борбу свог великопоседника Тољу, почело да га бодри речима: "Би Тољо, до би Тољо", што би могао бити разлог од ког потиче само име града по списима Марка Цепенкова.
Србин Тола, јунак из народа истакао се у борбама против Турака, и који је погинуо бранећи град Битољ, у српским народним песмама је опеван.
За време отоманске власти град се звао Манастир, што су Турци и Албанци усвојили од Грка. Са доласком Срба 1913. године (види: Битољска битка) у Битољ, град је поново добио свој словенски назив Битола који није мењао до данас.

## Битољ кроз време
Многи важни догађаји у македонској и балканској историји догодили су се у Битољу. Град је грађен, дограђиван, рушен и поново грађен и надограђиван још од његовог првог насељавања у касном бронзаном добу, потом хеленистичком добу, па онда римском, па све до рановизантијског доба имао је статус града са високим степеном цивилизације.
После смрти султана Мурата, на престо турски је дошао његов син Бајазит. Извадио је из заточеништва Марка Краљевића и Константина Дејановића, на молбу своје мајке Марије. Поставио је Марка у његов Битољ, а Константина у Серез "и нарече га беј (бег)". Они су били турски вазали који су морали ићи у рат са турском војском. Када је Бајазит кренуо на Мирчу влашког војводу, позвао је Марка и "бег" Константина (вазал). Међутим ови се нису хтели борити против Хришћана, па их је султан дао посећи сабљом.
Традиционално јак трговачки центар, град је познат и као Град конзула. У граду је некада било двадесет дипломатских представништава, а у истом периоду, град је имао много школа, једна од њих била је и Војна Академија, у њој је официрску школу завршио и славни турски реформатор Кемал Ататурк. Неке његове ствари се и данас чувају у битољском Народном музеју. Крајем деветнаестог века град је био пун занатских и фотографских радњи, а интересантно је и то да је у граду поред фабрике Сингер машина, још у то време постојала фабрика слаткиша. У Битољу су снимане прве фотографије и филмови, захваљујући браћи Манаки. Било је то златно доба града. Нажалост, током ослобођења Балкана од Турака многе битке су вођене и у самом граду, па су многи материјални докази изгорели или потпуно уништени. Архитектура се могла обновити, посебно последњих петнаестак година, а докази о свему што се збивало препричавају старији становници. Данас су, међутим, остале многе организације и фестивали који се после дужег периода поново одржавају.
Један од њих одржава се сваке године од 29. јула до 2. августа у Битољу у знак сећања на Илиндански устанак под називом "Културни фестивал Илиндански дани".

## Историја

### Праисторија
Град Битољ са околином веома је богат споменицима из праисторијског периода. Два најзначајнија су Велушка Тумба и Тумба Бара, која се налази поред села Породин. Из периода бакарног доба ту су насеља Тумба поред села Црнобуки, Шуплевец (поред села Суводол) и Висок Рид (поред села Букри). Бронзано доба типично насељима Тумба има и поред села Канино и насеља са истим именом, поред села Карамани.

### Антички период
У близини самог града македонски краљ Филип II Македонски је средином 4. века п. н. е. основао град Хераклеја Линкестис (лат. Heraclea Lyncestis) у подножју планине Баба. У периоду 2. века п. н. е. када Македонија постаје римска провинција, Хераклеја постаје значајан економско-политички центар (Septina Aurelia Heraclea) са својим сталним римским намесником и римском војском, што сведочи о Битољу као центру моћи, цивилизације, културе и лепоте. Град је био развијени војно-стратешки центар на северозападној граници тадашње македонске области Линкесида (данашње Битолско поље) и налазио се на римском путу Вија Игнација (лат. Via Ignatia). Од Битоља је Македонија, а северно се простире Дарданија, у коју спада западна Бугарска са Софијом.

#### Хераклеја Линкестис
Хераклеа Линкестис (латински: Heraclea Lyncestis) је антички град из грчкога периода, и налази се недалеко од самог града, у подножју планине Баба и датира са средине IV век п. н. е. Основао га је македонски краљ Филип II. Град је био војно- стратешки центар северозападних граница тадашње области Линкесида (данашње Битољско поље).

### Средњи и нови век
У 11. веку хроничар војске витеза крсташа је град Битољ видео као богато место у Пелагонији. Економски центар плодне равнице.

#### Турска владавина
Свој просперитет град је имао под Турцима, и то је место са великим бројем Турака. Хришћани Словени су се исељавали, а на њихово место су долазили Цинцари, Јевреји, Јермени, Цигани, Арбанаси. Ови последњи су највише зла нанели његовим становницима, много пута су вршили разбојничке нападе, спаљивали, пљачкали и убијали. За време аустријско-турског рата 1788. године Арбанаси су уништили тотално варош цинцарску Москопоље. Млетачки посланик Бернард је 1591. године посетио град Манастир (тако га назива највећи број путописаца)- "врло насељену варош", у којој има 1500 кућа, од којих 200 јеврејских. То је отворени град, без заштитних зидина.
По Евлији Челебији, град је припадао кћерки турског султана Ахмеда првог. Доктор Е. Браун 1669. године назива град "Монастир ор Толр", наводећи по турски. Године 1805. у Битољу је седео турски главни заповедник области - валија.
По француском генералу Мармону из 1807. године, наводи се за Битољ као место у Турској царевини са следећим напоменама: "језик је влашки и српски. У дистрикту има 180 села, 30.000 муслимана, 30.000 хришћана. У вароши је 8.000 становника; четвртину чине Муслимани, остало су хришћани". Од 1820. године Битољ почиње да има већи војни значај за Турке, који од тада држе велике војне формације.
Битољски санџак је 1877. године имао подвлашћен град Манастир (Битољ) са становништвом: Немуслимани 39680, а Муслимани 9494 становника. У њему је у 19. веку 11 џамија и један православни манастир. По административној подели 1899. године Битољски вилајет има пет округа, од којих је први округ битољски (нахија). Владика битољски Филарет, одржавао је 1860. године везе са московском патријаршијом.
Избио је у Битољу јула 1897. године велики пожар са трагичним последицама. Ватра је потпомогнута јаким ветром сажегла једну џамију, две синагоге, 170 кућа и чак 452 дућана. Највише је пострадао Јеврејски крај града, где је изгорело 13 јеврејске деце а без дома остало преко 500 јеврејских породица. Штета је била процењена на преко 100.000 турских лира.
Град је био један од центара сукоба младотурака и старотурака. Године 1909. избила је завера младотурака која је склопљена у Солуну, али је букнула у Битољу. Политикин дописник тог сукоба је био Бранислав Нушић преко српског ђенералног консула у Скопљу Живојина Балугџића.
На почетку двадесетог века у Битољу је живело 37.000 становника: 10.500 Турака, 10.000 становника словенског језика — већим делом Бугара, а мањим делом Срба, 7.000 Влаха (Цинцара), 5.500 Јевреја, 2.000 Цигана, 1.500 Арнаута и око 500 Грка, односно оних чији је матерњи језик био грчки. По статистици секретара Бугарске егзархије, 1905. године, по верском принципу било је: 15.000 муслимана и 5.500 јевреја, а хришћанско становништво је било подељено према припадности одређеној цркви. Егзархија је имала 8.844 верника, угл. Бугара, а Цариградска патријаршија 7.000 Влаха и 6.300 Срба и Грка. У том, отоманском периоду, поред турских школа и гимназија, у Битољу је радило и десет бугарских основних школа и три средње школе, седам грчких основних и две средње школе, две румунске основне и две средње школе и 2 српске основне и једна средња школа. Буђење националне свести становништва вршено је преко црквених општина, школа и конзула Бугарске, Грчке и Србије, а због великог броја Аромуна (Влаха) била је изузетно јака и делатност Румуније.

### Битољ, град конзула
Прва три страна конзулата у Битољу отворена су око 1853. године. Били су то француски, британски и немачки. На врхунцу своје славе (под Турцима) Битољ је имао двадесет конзулата, да би временом са слабљењем државе, доласком династије Карађорђевић на власт, а касније и комунизма тај број постепено опадао на само неколико конзулата. Са независношћу Македоније, држава економски јача, а Битољу се постепено враћа стара слава. Почињу поново да се отварају конзулати, и град добија свој некадашњи сјај.
На предлог српског министра правде, краљевска влада у Београду је донела одлуку 26. октобра 1888. године, да се установи конзулат у граду Битољу, у Турској царевини. Српски конзулат у Битољу је свечано отворен 25. априла 1889. године. Освећење зграде конзулата обавио је битољски митрополит, а на крају церемоније истакнута је српска застава на њеној фасади. Први конзул био је Димитрије Боди, дотадашњи секретар конзулата у Софији, а вицеконзул Петар Манојловић, дотадашњи вицеконзул у Скопљу. Писар прве класе у битољском конзулату био је 1889. године Милан Медовић. Српски вицеконзул у Битољу, Иван Иванић објавио је 1899. године књигу, историјско-етнографску расправу "Буњевци и Шокци, у Бачкој, Барањи и Лици". Књигу је због њене вредности наградила Матица српска са 500 динара. Примерак те књиге која се продавала широм српства, коштао је два динара. Године 1898. Срби су у Битољу имали представнике своје матичне државе: Милојка Веселиновића вицеконзула I класе и др Бранислава Суботића писара I класе.
Дана 26. јула 1903. на улазу у град био је убијен руски конзул племићког рода Александар Аркадијевич Ростковски (1860—1903), велики борац за права православне раје, коју су Турци злостављали и затирали. После једног шенлучења анадолских војника он је оштро протестовао, а ови су то доживели као увреду. Турски официри из Анадолије су на Ђурђевдан 1903. године, скупили су се у џамији, и донели одлуку и заклетвом се обавезали да га убију. Неколико месеци касније, када се конзул враћао фијакером око подне из Буковског манастира, избио је опет инцидент на градској улици. Турски војници му нису исказали дужно поштовање по протоколу, а кад их је он позвао на ред, извршили су мучки напад. Убица жандарм Халим са још једним саучесником, који су револверима изрешетали Руса, су по прекој пресуди обешени, убрзо по учињеном злочину. Не месту погибије данас стоји велики руски крст подигнут 1936. године од стране Одбора грађана, на челу са владиком Николајем Велимировићем.

## Срби у Битољу
Почетак насељавања је био код манастира Букова. Сам назив града, по руским научницима потиче од старе речи "обитељ", мислећи на манастирско братство. Град се вековима звао Манастир или Толи-Манастир. Током 16. и 17. века среће се и назив варош Битољ. Манастир је наводно подигнут на темељима старијег из времена Александра Македонског. Из Битоља потиче молер Михајло Константиновић који је заједно са Николом Јанковићем радио 1834. године цркву манастира Троноше, у Србији. Умро је 1838. године у Београду Огњан Ивановић трговац из Прилепа. Његову заоставштину је продавао на лицитацији Суд Београдски.
Битољчан Сима Ђорђевић кафеџија јавља се 1860. године у списку претплатника српске књиге штампане у Бечу: "Правитељствујушчи совјет за времена Карађорђева". Битољ је град у Старој Србији, после Призрена највеће место, ту се пре налазила античка варош Хераклеја. Немачки генерал-мајор Антон Тима пише у својој књизи о историји Срба, објављеној у Хановеру 1894. године: "У Маћедонији живе Срби, делом у пространом пољу Битољском, делом у водоточи Вардарској, а нарочито збијено у пољу Тетовском, разређени пак долазе чак и пред Солун, где живе помешано са другим народима." Сима Аврамовић из Битоља, објављује 1896. године песме у српском књижевном часопису.
По Ј. Хахну: Битољ град на потоку Драгору, од становника има 20.000 Срба, 4000 Турака и 11.000 Цинцара. Српски конзулат је био отворен у Битољу за време краља Милана 1889. године. У Београду су 1890. године организоване јавне демонстрације Македо-Срба против безобзирних поступака бугарских егзархиста, и постављења бугарских владика. На збору су држани патриотски говори, а изабрани деловођа био је Битољац, Лазар Дума. Лазар је први наступио, и наводио шта су писали страни научници, нагласио: "Тако је Обичини још у прошлом веку доказао да је народ у Македонији српски, да је његов говор српски. Јосиф Миље тврди да је Мијачко племе у Македонији српска раса, и да је његов говор српски, да је његовом говору корен и основа српска. Да је народ у Македонији српски, и да је македонски говор само једно наречје српског језика, писали су и други." Славни српски комедиограф Бранислав Нушић (рођен 1864. године у Београду) био је 1892. године секретар српског конзула у Битољу. Српски вицеконзул у Битољу Иван Иванић, бавио се истраживачким радом и писањем. Године 1899. објавио је као дипломата на југу, у Београду, књигу "Буњевци и Шокци у Бачкој, Барањи и Лици". Касније је вредна пажње његова студија "Маћедонија и Маћедонци" издата у Новом Саду 1910. године.
У Битољској православној цркви Св. Димитрија, која је била под јурисдикцијом Цариградске патријаршије причешћивали су се Срби. Тако је у јесен 1900. године ту причешћена сва српска омладина, која је похађала основне школе и гимназије.
У граду Битољу радиле су српске образовне установе: две основне школе, Гимназија (1897) и касније - Нижа пољопривредна школа. Отварање основне школе био је проблем за тамошње Србе, јер Турска влада није била благонаклона. После одбијања молбе за отварање исте у Скопљу, један Србин из Битоља је измолио да се ова отвори у Битољу. И мада је 1. септембра 1889. године требало да почне рад школе, то се није десило. Дошао је турски полицајац и затворио просторије, а српски учитељ је био ухапшен и држан у тамници због истраге. Била је то ујдурма бугарских агената, који су се надметали са Србима (и Грцима), за превласт у граду. То је био можда додатни мотив, да Срби добију свој конзулат, који ће их моћније заступати код турских државних власти. Бити изабран у неки од државних или судских органа, није значило много. Онај хришћанин који би другачије радио од Турака, падао би у немилост. Један Србин из Битоља је због опортуног става у меџлису, чак био отрован.
Прва српска народна школа је почела са радом 1867. године. Године 1877. било их је три, па после прекида поново су отворене од 1897. године. Отворена је српска школа у Битољу, 16. марта 1897. године. У њу је уписано 90 ђака. Турске власти нису још увек дали одобрење за њен рад. Због великог броја уписаних ученика морали су отворити шест паралелних разреда. У то време настојатељ српске школе у Прилепу био је Пера Димитријевић. На српског књижара у Битољу, Ванчу Илића 1899. године извршен је атентат; непознати нападач пуцао му је у главу.
Турске власти су највишом одлуком 1897. године дозволили отварање српске мушке и женске гимназије у Битољу. За директора мушке гимназије постављен је Сава Јокић, а управитељица женске гимназије постала је Анка Пантарашевић. Колектив Битољске српске гимназије направио је 1899. године излет у оближње српско село Тополчане, где су били лепо примљени и угошћени. У центру Битоља 1899. године, усред непријатељског окружења, била су три српска дична објекта: Конзулат, Основна школа и хотел "Београд". Српске новине су објавиле њихове слике. Хотел "Београд" је држао Пера Вулетић, и ту су током лета 1899. године држане лепе забаве са игранком. Нишлија Ђорђе Димитријевић послао је емајлирану фирму која је постављена 1906. године изнад улазних врата у школу. На њој је писало: "Српска православна основна школа". Суплент у Битољској гимназији био је 1906. године Стеван Симић. Учитељ и књижевник у Битољу, Григорије Божовић говорио је на погребу трагично настрадалог српског првака у том месту, Ивана Џамбазовића. Џамбазовића су убили тројица бугарских егзархиста из револвера на улици, јануара 1908. године. А. Ст. Јотић професор у гимназији објавио је 1911. године у Битољу, превод немачке књиге: "Логика општа и примењена са примерима за вежбање у општој логици." Помиње се у периоду 1903—1913. године књижара Оцевићева у Битољу, која продаје српске књиге. Године 1913. у Битољу је држао велики расадник, наводно први и једини такве врсте у Турској држави. Отворио га је Александар Лека Оцевић, као стручњак који је завршио Ратарску школу у Краљеву, и вратио се у Битољ. Закупио је парцелу код жељезничке станице и успео да направи велики расадник воћа и поврћа. Ту се налазило око 50.000 садница лепог дрвећа и шибља. Био је то леп парк, у који су редовно преко лета, свраћали страни конзули и месна интелигенција. Власник је имао непрестано проблема са непријатељски расположеним људима, који су правили штету и ломили таблу са ћириличним називом изнад улаза у његово домаћинство. Вредно пажње је да су и његова два брата истакнути чланови српске заједнице, тог времена. Брат Методије је држао српску књижару, а Михајло био градски учитељ и управитељ српских школа.
Битољ је у међуратном периоду славио истог дана, два датума ослобођења. Дана 6. новембра 1912. године ослободила га је српска војска од Турака, а четири година касније, 6. новембра 1916. од Немаца и Бугара у Првом светском рату.
Омладински часопис (месечник) за књижевност, науку и културу "Бела врана", излазио је у Битољу 1931. године, под уредништвом Топлице М. Савића. У њему су своје радове објављивали млади књижевни ствараоци и критичари из целе државе. Постојало је редовно и дописно чланство у "Белој врани". Године 1936. у Битољу, код зграде православне Богословије освећена је спомен-чесма Св. Саве. Постојало је у Битољу 1937. године Црквено-грађанско певачко друштво "Стеван Мокрањац". Те године у јуну је на годишњој скупштини изабрана нова управа, на чијем челу се налазио председник суда Пера Јанковић.
Тренутно град Битољ има тринаест конзулата из следећих држава:
- Бугарска,
- Уједињено Краљевство затворен 2014,
- Грчка,
- Мађарска,
- Русија,
- Румунија,
- Словенија затворен 2014,
- Србија,
- Турска,
- Украјина,
- Француска,
- Хрватска затворен 2014,
- Црна Гора,

### Балкански ратови
Године 1912. Црна Гора, Србија, Бугарска и Грчка су се бориле против Османског царства у Првог балканског рата. У околини града је вођена Битољска битка у којој је српска војска потукла отоманску армију, чиме је окончала протеривање Турака са ових простора. Битољ су ослободили Срби 19. новембра 1912. године. Према Букурешком уговору из 1913, регион Македоније је био подељен у три дела између Грчке, Србије и Бугарске, а требало је да Битољ припадне Бугарској према предратном споразуму са Србијом. Незадовољна што није добила делове Албаније и излаз на Јадранско море, Србија је одбила да преда град Бугарској. Бугарска је поражена у Другом балканском рату, па је град остао у Србији.

### Први светски рат
Током Првог светског рата, Битољ се налазио на првој линији Солунског фронта, неколико километара југоисточно од града налази се врх Кајмакчалан. Бугарске снаге су 1915. заузеле град, па су српске снаге биле принуђене да се или предају или да покушају опасно бекство преко албанских планина. За време бугарске окупације града вршена је масовна бугаризација грађана и преименовања презимена. Град су 19. новембра 1916., након Битољске офанзиве, заузеле Силе Антанте које су ушле у град са југа. Битољ је био подељен на француски, руски, италијански и српски сектор, под командом француског генерала Мориса Сараја. До пробоја Солунског фронта септембра 1918. Битољ је остао на првој линији фронта, и бомбардован је из ваздуха или артиљеријом скоро сваког дана и претрпео је велика оштећења. Ту је након рата уређено Српско војничко гробље у које су похрањени посмртни остаци 1321 српских ратника, погинулих током балканских и Првог светског рата. Француски маршал Луј Франше д’ Епере одликовао је град Ратним крстом 15. септембра 1923.

### Између два светска рата
Након завршетка Првог светског рата, Битољ је укључен у Краљевину Срба, Хрвата и Словенаца, касније названу Краљевина Југославија. Охридски, Битољски и Тиквешки округ су 1922. спојени у Битољску област, која је обухватала читав јужни део вардарске Македоније. Од. 1929. област је део Вардарске бановине.
Удаљеност од 14 km од грчке границе је врло лоше утицала на економију и развој града. Пропадање града се наставио у овом периоду, заједно са општим пропадањем Вардарске бановине, која је остала један од најсиромашнијих делова Југославије. Број становника је пао са 80 на 33 хиљаде. Постојала је и јеврејска четврт; међу становништвом је било раширено коришћење "асрара" тј. хашиша.
У Битољу је средином априла 1922. године била велика експлозија заробљене ратне муниције, која је била скупљена око жељезничке станице. Било је много жртава, током великог броја убитачних детонација. Код Исакије џамије у Битољу постојала је вредна стара библиотека, са две хиљаде старих страних оријенталних рукописа и књига. Док се води судски спор око својине (1938) то књижно благо је пропадало. Најстарији рукопис је "Куран" на пергаменту, руком писан упоредно на арапском и персијском језику, у време персијског песника и филозофа Фирдусија. Две године је те књиге чувао иако библиотека није била отворена, један неписмени библиотекар Али Риза. Иако неписмен, он је све знао о тој збирци, и знао је где се шта налази. Библиотека је отворена пре 380 година, у згради у којој је регулисано европско и источно време. Ту је тадашњи Ћерим-паша надзидао други спрат за књиге и рукописе.
Италијански авиони су бомбардовали Битољ 5. новембра 1940, иако Југославија и Италија нису биле у рату и имале закључен споразум о ненападању. Бачена је на град 21 бомба од којих било више погинулих и рањених.

### Други светски рат
Током Другог светског рата, Немци, а касније Бугари су контролисали град.
Септембра 1944. Бугарска је променила страну у рату и повукла се из Југославије, а у Битољ су ушли партизани.
Након завршетка рата успостављена је Социјалистичка Република Македонија унутар социјалистичке Југославије.
У Битољу 1945. године је отворена прва гимназија на македонском језику Гимназија „Јосип Броз Тито“ .

## Данашњи Битољ
Битољ је главни економско-индустријски центар југозападне Македоније. Већина највећих компанија у држави су стациониране управо у Битољу. Пелагонија је главни пољопривредни центар и највећи произвођач хране у Северној Македонији. Водни систем Стрежево је највећи у Македонији и технолошки најбољи. Три термоелектране РЕК Битола производе скоро 80% електричне енергије у држави. Битољ такође предњачи у држави по текстилној и прехрамбеној индустрији.

### Религија
У граду Битољу је било неколико православних храмова. Најстарији и најпознатији је био онај манастирски у оближњем месту Буково. Градска црква Св. Димитрија подигнута је 1830. године, прилозима грађана који су скупили између себе 184.662 турска гроша. По добијеном берату, изградили су ниску и не баш импресивну грађевину, која је међутим постала "саборна". Између два рата 1930. године, на врло достојанствен начин је прослављена њена стогодишњица. У вези друге православне цркве водио се 1937. године имовински спор.
Стари градски храм Св. Николе је под Турцима претворен у џамију, и дочекала је она слободу 1912. године као потпуно запуштено здање. Та џамија је била у народу звана "Скршена џамија". У темељу те рушевне грађевине побожне Битољчанке су откриле и ископале сакривене иконе и крстове. На средини лађе откривен је извор воде, који је проглашен за лековитог и освећен. Срби православци су је вратили у првобитно стање, и опет је то 1913. године била црква, у којој се служба обављала. Православци су користили храм, али муслимани су били власници плаца и користили "порту" за своје потребе. То се тада решавало - да ли објекат црква или џамија? Тапија наравно није било. Трећа православна црква Св. Богородице, славила је славу Малу Госпојину, а на литургији је редовно певало Певачко друштво "Кајмакчалан. У част трагично настрадалог руског конзула Александра Аркадијевича Ростковског (1903), а и због знатног броја руских избеглица у Битољу, за њихове верске потребе подигнута им је ту нова, руска црква 1926. године.
Битољ је епископски град и седиште је бугарске Преспанско-пелагонијске епархије. У Другом светском рату ова епархија Српске православне цркве је добила име Охридско-битољска. Након једностраног проглашења аутокефалности Македонске православне цркве 1967. године, добила је садашње име Преспанско-пелагонијска епархија које је остало и после признавања Српске православне цркве 2002, и обухвата регионе градова: Битољ, Ресен, Прилеп, Крушево и Демир Хисар.
Први митрополит Епархије (1958—1979) био је Климент. Други митрополит и садашњи администратор Епархије, надлежан као архијереј од 1981. је Петар. У Преспанско-пелагонијској епархији има око 500 цркава и манастира. У последњих десет година у Епархији је изграђено или се гради око 40 цркава и 140 црквених објеката. Епархија има два црквена музеја — у Саборном храму Свети Великомаченик Димитриј у Битољу и у храму „Св. Јован” у Крушеву, као и стална изложба икона и библиотека у згради Митрополије. Митрополија је изграђена између 1901. и 1902. и један је од најлепших примера необарокне архитектуре. Поред доминантне Македонске православне цркве, у Битољу постоје и друге веће верске заједнице као што су Исламска верска заједница, Римо-католичка црква и друге.

#### Јевреји у Битољу
Битољ је имао и богату заједницу Јевреја (сефарда), који су избегли из Шпаније током инквизиције у време краљице Изабеле Кастиљске.
Ти су се Јевреји доселили већином на Балкан у градове већег значења и јаке трговине, међу осталима и у Битољ. Ту су потпомогли развоју града добрим трговачким везама. Јевреји су били насељени у заједнице (општине) које су се именовале по покрајини одакле су дошли (нпр. арагонска, кастиљска, португалска, толедска). На почетку 16. века имали су већ две синагоге. Арагон је био назив за синагогу шпанских Сефарда, а Португезис је била синагога португалских Јевреја.
Дана 11. марта 1943. је целокупна јеврејска популација Битоља (њих 3276) депортована у логор Треблинка у Пољској под командом бугарских фашиста. Бугарска је са анексираних тероторија (Македонија, Тракија) депортовала 12.000 Јевреја.
Почетком 21. века у Битољу остао је само један Јеврејин. На присутство Серафрда у Битољу кроз време могуће је видети на Јеврејском гробљу у Битољу.

### Историјска здања

#### Широк Сокак
Широк Сокак (познат и као мкд. битолското корзо) је најфреквентнија улица у Битољу. Званично име улице је „Маршал Тито“. У почетку су овом улицом саобраћали аутомобили, међутим данас је искључиво пешачка улица и истинско срце града. На Широком Сокаку се налазе све највеће продавнице, ресторани, театар са опером, галерије и много кафића и клубова. Ту се сусрећу најстарија архитектонска дела и грађевине на Балкану, које красе град још од турског доба. Типичне турске куће поред велелепних вила са терасама нису реткост у овом делу града. А на самом крају Широког Сокака улази се у пространи цветни парк пун дрвореда који води до зоолошког врта и античког налазишта Хераклеја Линкестис.

#### Сахат кула
Не зна се тачно када је кула са сатом саграђена. Писани извори из 16. века помињу сат кулу, али није са сигурношћу утврђено да ли се ради о истој грађевини. Многи верују да је здање изграђено у исто време када и црква Св. Димитрија Солунског, тачније 1830. Према легенди, кула је грађена када су отоманске власти у граду, односно Турци, ишли по свим околним селима и сакупили око 60.000 јаја од којих су направили малтер. Овом смешом и камењем саградили су кулу чији чврсти зидови стоје и данас неоштећени.
Кула има основу у облику квадрата и висока је око 30 m. При врху куле налази се тераса оивичена кованом оградом. Са свих страна терасе налазе се конструкције које држе лампе помоћу којих је цела кула и сат на њој видљив и ноћу. Сат се налази на највишем од три нивоа. Првобитни сат замењен је током Другог светског рата новим много прецизнијим и модернијим сатом. Сат су купили нацисти у знак захвалности грађанима због очувања немачког гробља из времена Првог светског рата, а које је подигнуто жртвама сукоба око Битоља заједно са енглеским и француским гробљем.
Сахат кула, како је Битољчани са поносом називају, за многе је и симбол града Битоља. Кула се налази у парку, омиљеном састајалишту младих. Она је такође место где суграђани током Бадње вечери чекају Божић и затим пале свеће за здравље дуж априлака и шеталишта.

#### Ајдар-кади џамија
Ајдар-кади џамија (турски суд) је један од најатрактивнијих споменика исламске архитектуре у Битољу. Грађена је у периоду од 1561. до 1562. године, као пројекат славног архитекте Мимара Синана. Џамију је наручио битољски кадија Ајдар- кади по ком и носи име. Током времена џамија је тешко оштећена због чега се тренутно рестаурира, са намером да се доведе до стања приближног првобитном изгледу.

#### Јени (Нова) Џамија
На турском језику означава нову џамију. Лоцирана је у центру града. Има квадратну основу, са куполом на врху. Близу џамије има минаре високо 40 m. Данас се ова џамија користи за потребе изложби као галерија. Скорашња археолошка ископавања открила су да је изграђена на месту старе ранохришћанске базилика из 7. века наше ере. При ископавању са наишли на керамику и кости закопаних, чији извор се још утврђује.

#### Исакова џамија
Задужбина солунског кадије Исак Челеби ибни Иса. Исакова џамија једна је од најстаријих и највећа битољска џамија.

#### Пазар
Пјаца односно пазар (мкд. Пазарот) споменут је у једном опису града из XVI- ог и XVII- ог века. Садашњи Безистан не разликује се много од тадашњег, по овим описима. Безистен има 86 продавница. У њима се некада продавао текстил, док су данас то углавном прехрамбени производи, специјалитети овог поднебља. Пазар је нарочито богат са лубеницама, дињама, паприкама, домаћим крављим, козјим и овчијим сиром. Највећа понуда на пазару је на пијачни дан (македонско: пазарен ден), у Битољу је то уторак и петак.

#### Хамам Дебој
Турска бања (хамам), или бања Дебој на турском. Није познато када је изграђена. Тешко је оштећена и касније рестаурирана. Сада до изражаја долазе: прекрасна фасада, две велике, и неколико малих купола.

## Географија
Битољ се простире дуж реке Драгор на 615 m надморске висине у подножју планине Баба и на средишњем делу котлине Пелагонија, односно на југозападном делу Битољског поља. Битољски срез простире се на површини од 1,798 km² са 122,173 становника (1991) у ком је град Битољ важан индустријски, пољопривредни, комерцијални, едукативни и културни центар. Град је раскрсница важних путних праваца који повезују Јадранско и Егејско море, као и једну од значајнијих путних веза Балкана са Средњом Европом. Град Битољ има један од најстаријих и најпрестижнијих театара у земљи и овом делу Европе.

## Становништво
За време Краљевине Србије Битољ је по становништву био трећи град, иза Београда и Призрена са популацијом 60.000. Са 69.287 становника он је данас трећи град у Северној Македонији по броју становника, а трећа општина по површини.
| Национални састав према попису из 2021.‍ | Национални састав према попису из 2021.‍ | Национални састав према попису из 2021.‍ | Национални састав према попису из 2021.‍ | Национални састав према попису из 2021.‍ |
| --------------------------------------- | --------------------------------------- | --------------------------------------- | --------------------------------------- | --------------------------------------- |
|                                         |                                         |                                         |                                         |                                         |
| Македонци                               | Македонци                               |                                         | 55.995                                  | 81%                                     |
| Роми                                    | Роми                                    |                                         | 2.862                                   | 4,1%                                    |
| Албанци                                 | Албанци                                 |                                         | 2.441                                   | 3,5%                                    |
| Турци                                   | Турци                                   |                                         | 1.115                                   | 1,6%                                    |
| Аромуни                                 | Аромуни                                 |                                         | 1.003                                   | 1,4%                                    |
| Срби                                    | Срби                                    |                                         | 321                                     | 0,5%                                    |
| непописани                              | непописани                              |                                         | 4.774                                   | 6,9%                                    |
| укупно: 69.287                          |                                         |                                         |                                         |                                         |

Битољ је познат по јакој дијаспори (печалби). Након распада Југославије економска ситуација у граду се нагло погоршала, тако да се и данас велик део младих исељава у иностранство. Резултат тога је да се лети (за време одмора) популација Битоља знатно повећа доласком људи који живе и раде у (понајвише) Канади, Шведској и Аустралији.

## Привреда
Традиционално јак трговински центар, Битољ је познат и као град конзула. У једном периоду за време отоманске власти, Битољ је чак имао двадесет конзулата разних европских земаља. У истом периоду, град је имао много школа, између осталих, и војну академију коју је похађао славни турски реформатор Кемал Ататурк. Град је био пун радња и фотографских атељеа, а занимљиво је и то да је поред Сингера, у Битољу још у то доба постојала фабрика слаткиша.

## Образовање
У Битољу постоји више основних и средњих школа. Већина њих се налази у граду, али има и оних које су по околним селима. Битољ исто тако има и неколико факултета под надзором универзитета Св. Климент Охридски.
Основне школе:
- „Гоце Делчев“
- „Даме Груев“
- „Др. Трифун Пановски“
- „Ђорђи Сугарев“
- „Елпида Караманди“
- „Коле Канински“
- „Тодор Ангелевски“
- „Св. Кирил и Методиј“
- „Св. Климент Охридски“
- „Стеван Наумов“

Средње школе:
- „Јосип Броз — Тито“ — гимназија
- „Таки Даскало“ — гимназија
- „Јован Калаузи“ — медицинска школа
- „Јане Сандански“ — економска школа
- „Кузман Шапкарев“ — пољопривредна школа
- „Ѓорѓи Наумов“ — електро-машинска школа
- „Тодор — Тоше Проески“ — музичка школа
- „Прва Приватна Гимназија — Битољ“ — приватна гимназија

Универзитети :
- Универзитет и библиотека „Св. Климент Охридски“

## Познате личности
- Браћа Милтон и Јанаки Манаки, пионири фотографије на Балкану
- Благој Ангеловски
- Сефедин Бајрамов
- Алекс Букарски
- Петар Георгиев-Калица
- Каролина Гочева
- Билјана Дамјановска
- Славе Димитров
- Владимир Зоговиц
- Елпида Караманди, убијена у Битољу, сахрањена на буковском гробљу
- Кире Костов
- Милко Лозановски
- Кирил Македонски
- Миодраг Нецак
- Марјан Нецак
- Николче Новески
- Саска Петковска
- Димитар Ризов
- Добри Ставревски
- Тодор Светиев, пијаниста
- Петар Сидовски
- Христијан Спировски, пијаниста
- Маргарита Христова
- Олгица Христова
- Јонце Христовски
- Слободан Алигрудић, глумац
- Јован Вранишковски, архиепископ охридски и митрополит скопски
- Олга Јанчић, вајарка
- Горан Касум, рвач
- Соња Лапатанов, балерина
- Миљан Миљанић, фудбалски тренер
- Александар Младеновић, лингвиста
- Спасоје Николић, фудбалер
- Фанула Папазоглу, историчар
- Љубица Сокић, сликарка, члан САНУ
- Тома Фила, адвокат
- Петар Џаџић, књижевни критичар
- Зоран Жугић, политичар
- Владо Ђорески, уметник

## Партнерски градови
| - Епинал, Француска - Ријека, Хрватска - Бурса, Турска - Рокдејл, Нови Јужни Велс, Аустралија - Кременчук, Украјина - Плевен, Бугарска - Стари град, Србија - Крањ, Словенија - Крушевац, Србија |

## Галерија
- Цртеж Битоља из 19. века
- Разгледница из османског времена (Младотурска револуција 1908)
- Окупација Битоља од Бугара (1941)
- Црква Свете Недеље
- Црква светог Димитрија
- Широк Сокак — међу најдужим корзоима у Европи
- Шарена чесма на улици Петар Дељан, Баир
- Црква Светих четрдесет мученика на Крккардашу, Баир
- Битољ са Баба планине
- Палата из времена конзула
- ОШ Климет Охридски, 1918—1941
- Гимназија Јосип Броз Тито
- Католичка црква у Широком Сокаку, подарак Битољу од Француске
- Сахат кула, симбол Битоља
- Исак Челебијева џамија
- Апотека Чаловски у Битољу, око 1930. године